# Tevin Farmer
Tevin Farmer est un boxeur américain né le 30 juillet 1990 à Philadelphie, Pennsylvanie.

## Carrière
Passé professionnel en 2011, il remporte le titre vacant de champion du monde des poids super-plumes IBF après sa victoire aux points contre Billy Dib le 3 août 2018. Farmer conserve sa ceinture le 20 octobre 218 en battant par KO au 5e round James Tennyson et le 15 décembre 2018 en dominant aux points Francisco Fonseca. Il récidive le 15 mars 2019 aux dépens de Jono Carroll et le 27 juillet suivant contre Guillaume Frenois puis perd aux points contre Joseph Diaz le 30 janvier 2020.